# Yelena Romanova
Yelena Romanova (Neschenskoje, 20 de Março de 1963 – Volgogrado, 28 de Janeiro de 2007) foi uma atleta russa, corredora de meia-distância, que competiu principalmente nos 3000 metros. Ganhou uma medalha de ouro nos 3000 m dos Jogos Olímpicos de Barcelona, com as cores da efémera Comunidade dos Estados Independentes (denominada Equipe Unificada nas Olimpíadas), que se seguiu ao desmembrar da União Soviética.
Romanova participou em três Olimpíadas: Seul 1988, Barcelona 1992 e Atlanta 1996.
Era treinadora numa escola em Volgogrado. Apareceu morta aos 43 anos, em sua casa no dia 28 de Janeiro de 2007. A causa do falecimento não foi revelada, mas o provável teria sido um ataque cardíaco.

## Medalhas
| Ano  | Torneio                             | Local                 | Resultado         | Prova         |
| ---- | ----------------------------------- | --------------------- | ----------------- | ------------- |
| 1990 | Campeonato Mundial de Cross-Country | Aix-les-Bains, França | medalha de bronze | Corrida longa |
| 1990 | Campeonato da Europa de Atletismo   | Split, Jugoslávia     | medalha de prata  | 3000 m        |
| 1990 | Campeonato da Europa de Atletismo   | Split, Jugoslávia     | medalha de ouro   | 10.000 m      |
| 1991 | Campeonato Mundial de Atletismo     | Tóquio, Japão         | medalha de prata  | 3000 m        |
| 1992 | Jogos Olímpicos                     | Barcelona, Espanha    | medalha de ouro   | 3000 m        |